# Probactrosaurus gobiensis
Il probactrosauro (Probactrosaurus gobiensis) è un dinosauro erbivoro vissuto verso la fine del Cretaceo inferiore (circa 110 milioni di anni fa) in Cina.

## Tra gli iguanodontidi e gli adrosauridi

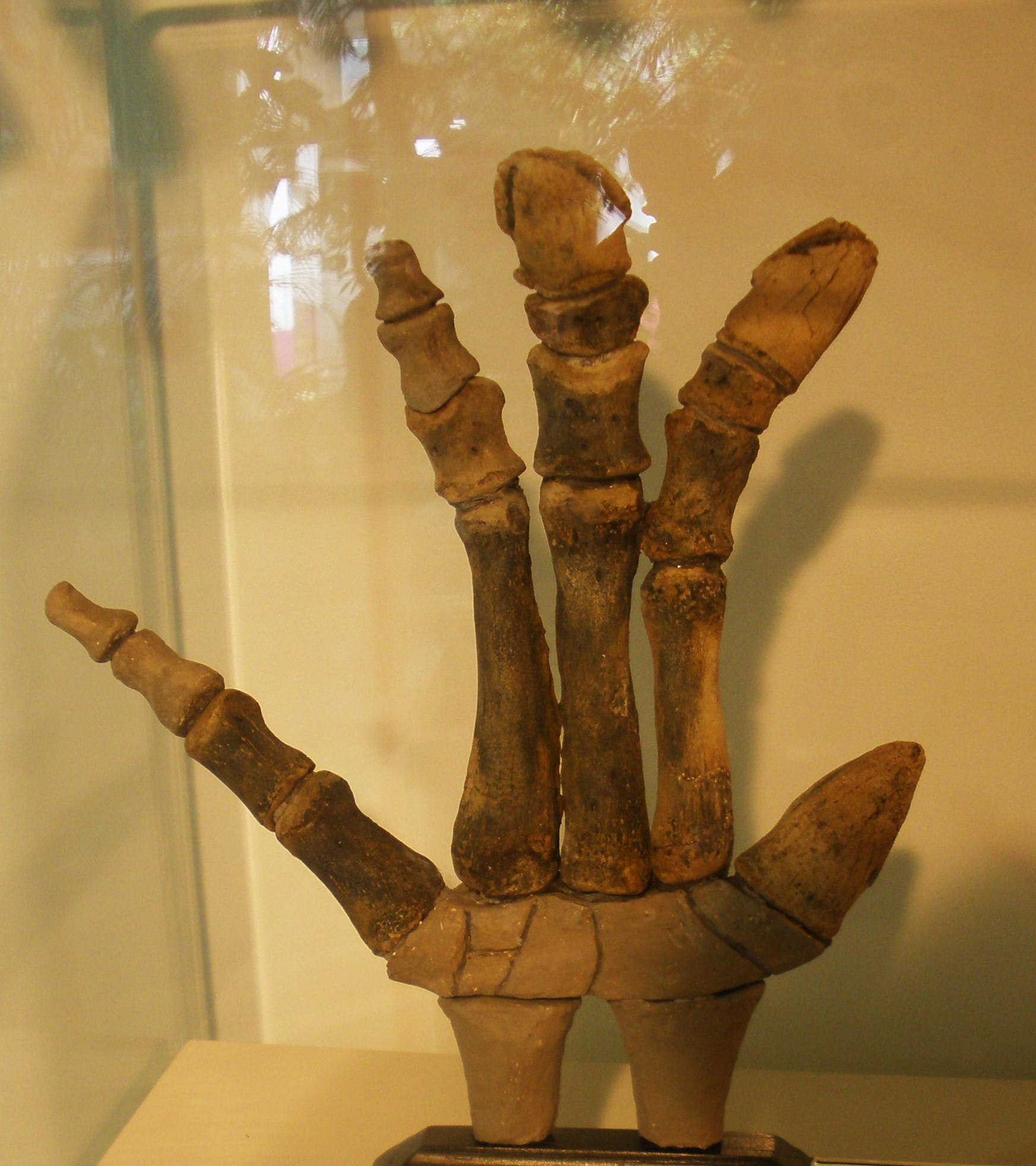
Zampa anteriore di Probactrosaurus

I resti fossili attribuiti a questo animale comprendono uno scheletro incompleto con varie parti di cranio, che comunque permette di ricostruire un grosso erbivoro semibipede, dal muso lungo e piatto, piuttosto simile ai suoi antenati iguanodontidi. Il probactrosauro, tuttavia, possiede alcune caratteristiche evolute, tali da porlo sulla linea evolutiva degli adrosauridi, i grandi erbivori dominatori delle pianure dei continenti settentrionali nel Cretaceo superiore. Le dimensioni del probactrosauro si aggiravano attorno ai sei metri di lunghezza. Il nome significa "prima di Bactrosaurus", in riferimento al fatto che al momento della sua descrizione, avvenuta nel 1966 ad opera di Rozhdestvensky, si pensava che i due animali fossero strettamente imparentati. Probabilmente, però, Bactrosaurus rappresenta uno stadio ben più evoluto all'interno del gruppo degli ornitopodi, e potrebbe essere l'antenato degli adrosauridi lambeosaurini. Recentemente è stata ascritta un'altra specie al genere Probactrosaurus, P. mazongshanensis, più grossa e robusta; probabilmente, però, questa specie appartiene a un genere a sé stante più simile all'atipico Altirhinus.